# Cinémathèque française
La Cinémathèque française (in italiano: cineteca francese) è un archivio cinematografico privato francese, nato come associazione e in larga parte finanziato dallo Stato. La missione della cinémathèque è di conservare, restaurare e diffondere il patrimonio cinematografico. Con più di 40 000 film e migliaia di documenti e oggetti legati al cinema essa costituisce il più grande archivio del mondo dedicato alla cinematografia.

## La fondazione
L'origine della cinémathèque risale al 1935, quando Henri Langlois e Georges Franju, dopo alcuni anni spesi a recuperare vecchie copie di film, crearono un cineclub battezzato Circolo del cinema, per proiettare e fare conoscere opere cinematografiche del passato. L'anno seguente, il 2 settembre 1936, sotto la direzione di Henri Langlois e con il sostegno morale e finanziario di Paul-Auguste Harlé nacque la Cinémathèque française, che aveva come obiettivo conservare i film e proiettarli pubblicamente, allo scopo di educare al cinema le generazioni future. Oltre ai film, la Cinémathèque collezionava tutto ciò che aveva a che fare col cinema: cineprese, manifesti, pubblicazioni, costumi e anche scenografie dei film.

## Nel dopoguerra
Il 26 ottobre 1948, una sala di proiezione da 60 posti e il primo museo del cinema di Henri Langlois sono inaugurati in uno stabile di tre piani al numero 7 di avenue de Messine, nell'VIII arrondissement a Parigi. In questa saletta di proiezione si incontreranno cinefili che in seguito diventeranno famosi critici e registi, come François Truffaut, Jean-Luc Godard, Jacques Rivette, Éric Rohmer e Suzanne Schiffman.
Il 1º dicembre 1955 la Cinémathèque trasloca in una nuova sala da 260 posti al 29 di rue d'Ulm, nel V arrondissement. Infine il 5 giugno 1963, grazie al credito concesso dal ministro della cultura André Malraux, si installa definitivamente nel Palais de Chaillot, divenendo un ente finanziato dallo Stato.

## L'affaire Langloise la contestazione
Nel febbraio del 1968, Malraux, sotto la pressione del ministero delle finanze, pretese dei cambiamenti nella gestione della Cinémathèque e licenziò Henri Langlois. Immediatamente si formò un comitato di difesa, costituito da famosi cineasti e attori francesi. Oltre ai più famosi membri dei Cahiers du Cinéma come Truffaut, Godard, Rohmer e Rivette, erano nel comitato Robert Bresson, André Cayatte, Claude Chabrol, Abel Gance, Pierre Kast, Jean-Pierre Léaud, Jean Marais, Chris Marker, Alain Resnais, Jean Rouch, e molti altri. Si proclamarono una serie di manifestazioni di protesta e Langlois venne infine reintegrato a capo della Cinémathèque il 22 aprile. Il 14 giugno 1972 vi fu l'inaugurazione del primo grande museo del cinema in place du Trocadéro. Il 2 aprile 1974, Henri Langlois ricevette un premio Oscar alla carriera e, nello stesso anno, un premio César. Il fondatore della Cinémathèque morì il 13 gennaio 1977.

## Riorganizzazione
Nel 1980 fu inaugurata una nuova sala di proiezione presso il Centro Georges Pompidou e, nel 1981, il regista greco Costa-Gavras fu nominato presidente della Cinémathèque. A partire dal 1984 e fino al 1996, Jack Lang, ministro della cultura, iniziò a lavorare sul progetto, poi continuato dai suoi successori, di installare una grande istituzione di cultura cinematografica nel Palais de Tokyo, vicino al Trocadero. Jean Saint-Geours divenne presidente della Cinémathèque nel 1991. In questo periodo vennero organizzate delle grandi retrospettive, che permettevano ai cinefili di apprezzare l'opera di un regista nella sua piena integrità. Si organizzarono anche proiezioni tematiche, legate ai vari generi cinematografici. Nel 1997 un incendio colpì il Palais de Chaillot. Le opere del museo del cinema, evacuate in una notte, furono messe in salvo, ma la sede della Cinémathèque dovette chiudere. Le proiezioni si fermarono per più di un anno. 

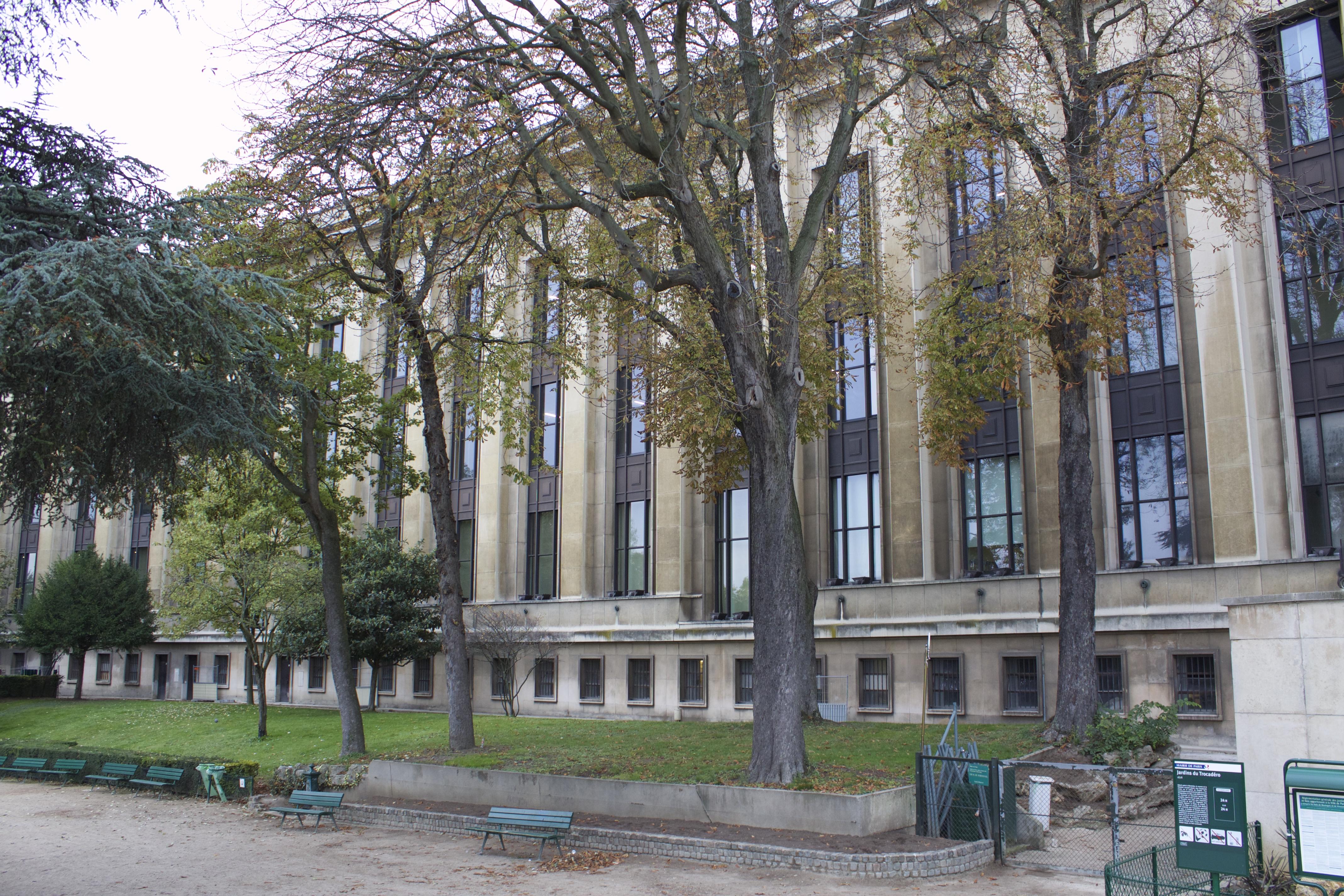
Il Palais de Chaillot, nell'16ème arrondissement.

Il 7 novembre 1997 si inaugurò la sala dei Grands Boulevards. In quest'ultima sala la Cinémathèque esplorava nuovi orizzonti cinematografici, concentrandosi su prodotti fino allora considerati marginali, come il cinema di serie B.

## Rue de Bercy
Il 30 giugno 1998, dopo aver abbandonato il progetto di ristrutturare il Palais de Tokyo, il ministro della cultura Catherine Trautmann annunciò la sua decisione di installare la Maison du cinéma (Casa del cinema) nel vecchio Centro Culturale Americano al 51 di rue de Bercy, nel XII arrondissement. Jean-Charles Tacchella fu eletto presidente della Cinémathèque nel giugno del 2000. Il 29 ottobre 2002, il ministro della cultura Jean-Jacques Aillagon, annunciava che la Cinémathèque e la Bibliothèque du Film (Biblioteca del cinema) si sarebbero fuse sotto il nome di Cinémathèque Française. Nel 2003 Serge Toubiana diventava direttore generale dell'ente, mentre il regista Claude Berri veniva nominato presidente. Il 28 febbraio 2005 le sale del Palais de Chaillot e dei Grands Boulevards furono chiuse e il 28 settembre dello stesso anno il nuovo sito della Cinémathèque in rue de Bercy fu aperto al pubblico, nell'edificio dell'American Center, opera dell'architetto Frank Gehry. Dopo il gennaio 2007 la Bibliothèque du Film si è definitivamente fusa con la Cinémathèque e l'ente è presieduto ancora una volta dal regista Costa-Gavras.